# Mio padre è un sicario
Mio padre è un sicario (Retirement Plan) è un film direct-to-video statunitense del 2023 diretto da Tim J. Brown.

## Trama
Ashley e sua figlia Sarah si ritrovano coinvolte in un affare di una potente organizzazione mafiosa di Miami. Per salvarsi, vola alle Cayman da suo padre Matt che non vede da 10 anni. Passando del tempo con lui, scopre diversi segreti della carriera del padre.